# Janusz Skuczyński
Janusz Antoni Skuczyński (ur. 22 marca 1949 w Człuchowie) – historyk literatury i teatrolog, specjalizujący się w literaturze XIX w.
W 1967 roku ukończył Liceum Ogólnokształcące w Czersku, po czym podjął studia na UMK w Toruniu. Studiował filologię polską oraz historię literatury polskiej pod kierunkiem Artura Hutnikiewicza. Studia ukończył w 1972 roku, po czym podjął pracę w Wyższej Szkole Nauczycielskiej w Zielonej Górze. 
W 1974 roku został zatrudniony w Instytucie Filologii Polskiej UMK. W latach 1975-1976 odbył staż na Uniwersytecie im. Ernsta Moritza Arndta w Greifswaldzie. W 1982 roku uzyskał stopień doktora. Tematem jego rozprawy była Przestrzeń teatralna w polskim dramacie romantycznym, a promotorem Irena Sławińska. W latach 1983-1984 odbył studia dla lektorów języka polskiego jako obcego na Uniwersytecie Warszawskim. W okresie 1990–1991 przebywał na Uniwersytecie w Oldenburgu. Habilitował się na UMK w 1993, na podstawie rozprawy pt. Odmiany form dramatycznych w okresie romantyzmu. Słowacki - Mickiewicz - Krasiński. 20 sierpnia 2001 otrzymał tytuł profesora nauk humanistycznych w zakresie literaturoznawstwa. 
Współpracował z Wyższą Szkołą Humanistyczno-Ekonomiczna we Włocławku. Na UMK pełnił funkcję kierownika Zakładu Dramatu, Teatru i Filmu Instytutu Literatury Polskiej. Był promotorem 3 prac doktorskich i recenzentem 4 rozpraw doktorskich. 

## Wybrane publikacje
- O przestrzeni teatralnej w dramatach Juliusza Słowackiego, Warszawa 1986
- Toruńskie teatry i festiwale teatralne w powojennym czterdziestoleciu (1945/46-1984/85), Toruń 1987
- Odmiany form dramatycznych w okresie romantyzmu. Słowacki-Mickiewicz-Krasiński, Toruń 1993, ISBN 83-231-0392-5
- W przestrzeni komunikacyjnej. Szkice z historii i teorii dramatu, teatru i komunikacji społecznej, red., Toruń 1999, ISBN 83-231-1086-7
- Misterium teatralne: Mickiewicz i inni. Studia i szkice z dziejów dramatu i teatru XIX i XX wieku, ISBN 83-231-1204-5, Toruń 2000
- 80 lat teatru w Toruniu /1920-2000/, redakcja pracy zbiorowej, ISBN 83-231-1239-8, Toruń 2000
- Gdy idą między żywych duchy... Dziady i "Dziady" w dramacie polskim XIX i XX wieku 2005, ISBN 83-7441-128-7